# Берлингуэр, Луиджи
Луи́джи Берлингуэ́р (итал. Luigi Berlinguer; 25 июля 1932, Сассари, Сардиния — 1 ноября 2023, Сиена, Тоскана) — итальянский юрист, университетский преподаватель и политик, министр образования в 1993 и 1996—2000 годах, один из инициаторов Болонского процесса.

## Биография

### Ранние годы
Родился 25 июля 1932 года в Сассари, брат дипломата Серджо Берлингуэра и двоюродный брат Энрико Берлингуэра. В 1946 году поступил в классический лицей имени Адзуни в Сассари, и в 1950 году окончил его, получив на выпускном экзамене оценку 8 по итальянскому и греческому языкам, математике и физике, 7 по латинской истории и философии, 9 по естественным наукам и истории.

### Научная карьера
В 1955 году окончил юридический факультет университета Сассари, защитив под научным руководством профессора Антонио Эра (Antonio Era) дипломную работу о роли в антифеодальном движении 1795—1796 годов коммунальных советов (consigli comunitativi) в Логудоро (историческая область Сардинии).
В 1959 году стал ординарным ассистентом по истории итальянского права в том же университете.
В 1962 году, после смерти профессора Эра, Берлингуэр продолжил обучение под руководством профессора Доменико Маффеи (Domenico Maffei), одного из крупнейших специалистов по итальянскому праву, и вслед за своим руководителем перешёл в Сиенский университет.
В 1969 году вернулся в Сассари и занялся преподаванием толкования источников итальянского права.
В 1970 году поступил на кафедру истории экономических и юридических учреждений Сардинии и на кафедру истории политических институций, где преподавал в рамках курса политических наук, который усилиями Луиджи Берлингуэра получил дальнейшее развитие.
В 1972—1973 годах академическом году возглавлял юридический факультет в Сассари.
В 1973—1974 годах — в Сиенском университете, где с 1985 по 1993 год занимал должность ректора, а в университете Сассари его ученики основали отделение истории.

### Политическая карьера
В 1951 году Луиджи Берлингуэр вступил в Коммунистическую молодёжную федерацию (FGCI), в 1952 — в Итальянскую коммунистическую партию. Занимал должности секретаря провинциального отделения молодёжной федерации в Сассари, затем — секретаря регионального отделения и члена национального правления FGCI. Входил в секретариат отделения ИКП в Сассари, в региональный комитет компартии на Сардинии. Являлся мэром Сеннори (провинция Сассари) и членом провинциального совета. В 1975 году избран в региональный совет Сардинии по списку компартии, в 1980 — переизбран, но в 1983 досрочно сдал мандат.
В 1963 году избран по списку ИКП в Палату депутатов.

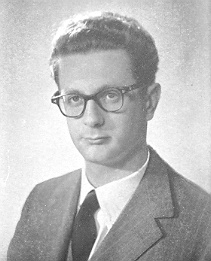
Официальное фото депутата парламента IV созыва (1963—1967 годы).

28 апреля 1993 года было сформировано первое правительство Чампи, в котором Луиджи Берлингуэр получил портфель министра университетов и технологических и научных исследований. Уже 4 мая 1993 года вместе с группой левоцентристских министров ушёл в отставку в знак протеста против голосования парламента, отказавшегося лишить депутатской неприкосновенности Беттино Кракси.
В 1994 и 1996 годах Луиджи Берлингуэр переизбирался в Палату уже по спискам созданной в 1991 году наследницы ИКП — Демократической партии левых сил.
С 17 мая 1996 по 21 октября 1998 года — министр общественного образования и одновременно министр университетов и технологических и научных исследований в первом правительстве Романо Проди.
В 1998 году, в ходе торжеств в Париже по случаю 800-летия Сорбонны Луиджи Берлингуэр вместе с министрами высшего образования Франции, Германии и Великобритании подписал в качестве представителя Италии Сорбоннскую декларацию, которая заложила основы Болонского процесса и предварила Болонскую декларацию 1999 года, подписанную всеми странами Евросоюза и положившую официальное начало сближению национальных систем высшего образования в Европе.
С 21 октября 1998 по 22 декабря 1999 года — министр общественного образования в первом правительстве Массимо Д’Алема, с 22 декабря 1999 по 25 апреля 2000 года занимал то же кресло во втором правительстве Д’Алема. В этот период Луиджи Берлингуэр подготовил законопроект о реформе школы, проведённый через парламент в 2000 году как закон № 30 (в прессе его стали называть «реформой Берлингуэра»). В числе основных мер, предложенных законом, стал переход к двухстепенной средней школе. Первая ступень, состоящая из трёх двухлетних этапов, завершается государственным экзаменом. Вторая ступень начинается с вводного года, когда все учащиеся изучают предметы по шести отраслям знаний (гуманитарные науки, естественные науки, техника, технология, искусство и музыка), а по итогам года сдают государственный экзамен, по результатам которого определяется их специализация. По окончании второго и третьего года школьники сдают экзамены за первое трёхлетие второй ступени и имеют право изменить свою специализацию. Завершающее трёхлетие предназначено для специализированного изучения избранных каждым школьником предметов. Однако, победа правоцентристов на парламентских выборах 2001 года повлекла за собой отказ от ряда положений данной реформы.
В 1998 году ДПЛС реорганизована в партию «Левые демократы», в 2001 году Луиджи Берлингуэр был избран по списку «Оливкового дерева» в Сенат от Тосканы, получив в избирательном округе Пиза 50,34 % голосов (сильнейший из его соперников, кандидат от Дома свобод Вирджилио Лувисотти (Virgilio Luvisotti), получил 35,47 %).
В 2007 году партия «Левые демократы» влилась во вновь созданную Демократическую партию, а в 2009 году Луиджи Берлингуэр избран по её списку в Европейский парламент.
Скончался 1 ноября 2023 года в Сиене на 92-м году жизни.

## Государственные награды
Указами президента Италии награждён трижды:
- — Командор ордена «За заслуги перед Итальянской Республикой» (2 июня 1986)
- — Кавалер Большого креста ордена «За заслуги перед Итальянской Республикой» (27 декабря 1992)
- — Золотая медаль «За вклад в развитие культуры и искусства» (2 июня 1988)

Иностранные награды:
- — Большой крест со звездой и плечевой лентой ордена «За заслуги перед Федеративной Республикой Германия» (1998)
- — орден Почётного легиона (Франция, 2005)